# Československo-polský spor o Kladsko

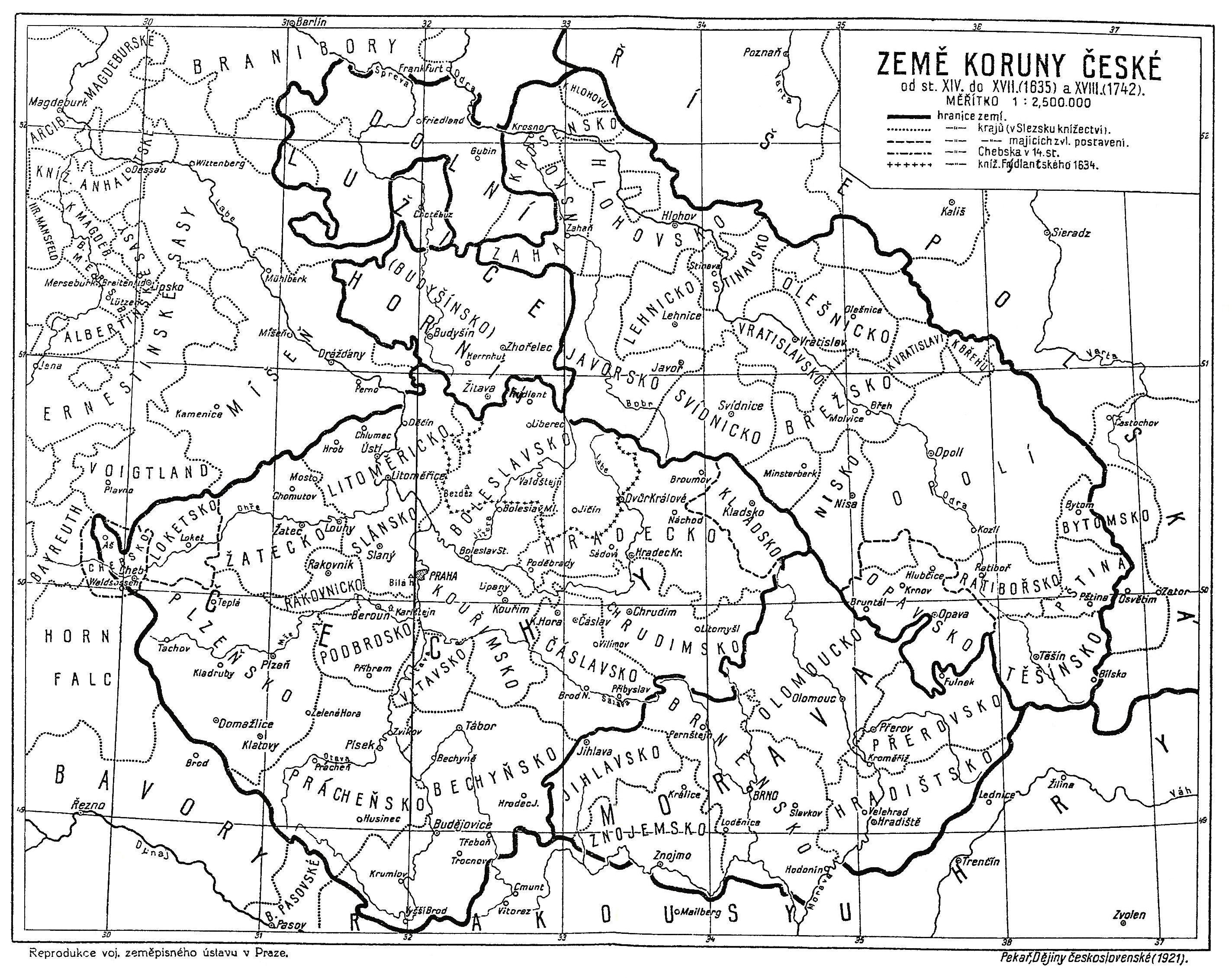
Kladsko jako součást Čech na mapě zemí Koruny české do roku 1742

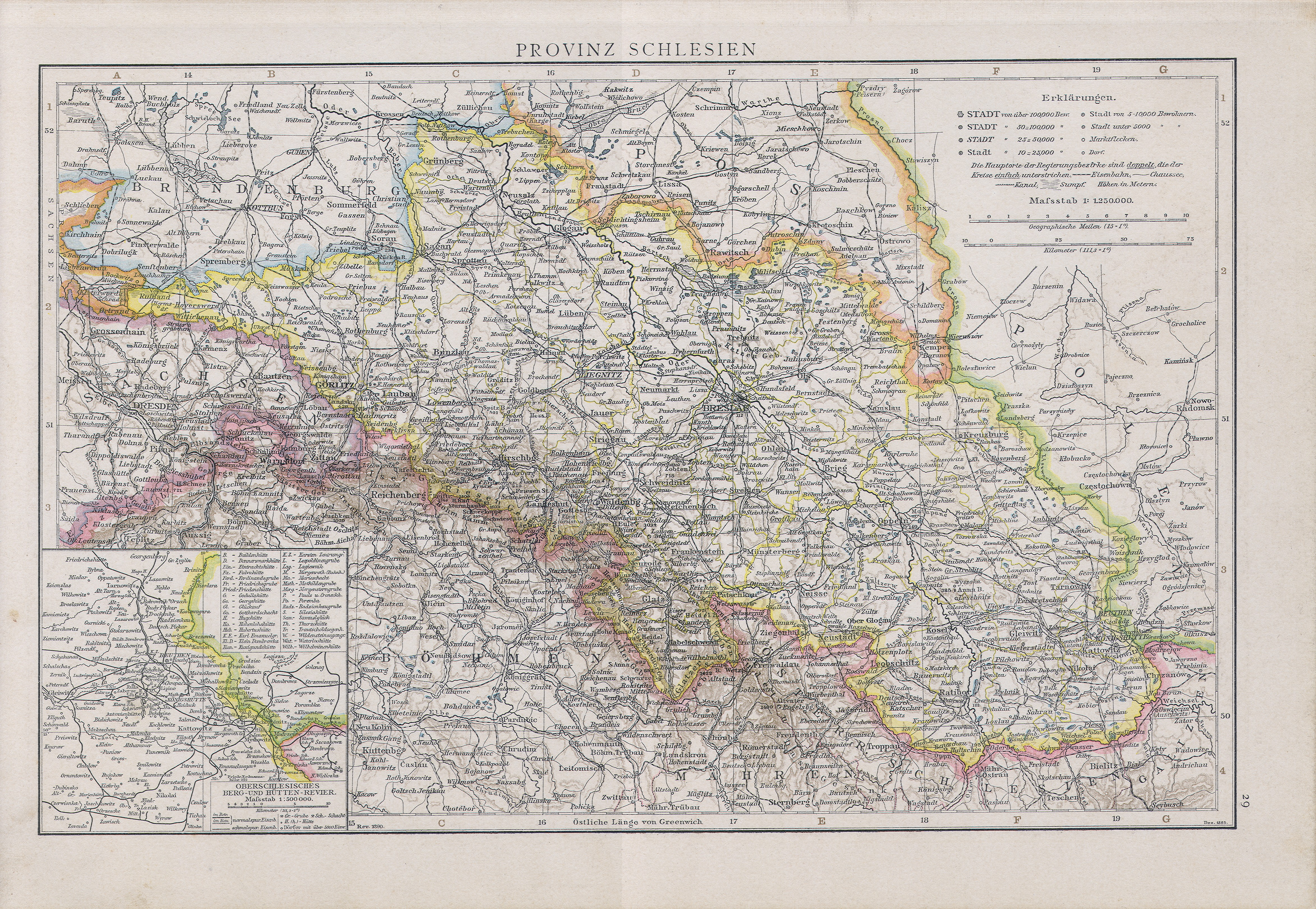
Kladsko jako součást Pruského Slezska („Provincie Slezsko“) v roce 1890

Československo-polský spor o Kladsko byl jeden z československo-polských pohraničních sporů a vedl se mezi těmito státy od roku 1945 do roku 1958. Vrcholil v letech 1945 až 1947. S konečnou platností byl ukončen až československo-polskou smlouvou z roku 1958.
Po ukončení druhé světové války vznikl mezi Československem a Polskem spor o území Kladska s Českým koutkem. Před válkou toto území patřilo Německu a žila na něm česká menšina. Na konci války území Kladska obsadila sovětská Rudá armáda a předala jej do správy Polsku. Spor byl ukončen uzavřením smlouvy o vzájemných hranicích v roce 1958. Kladsko připadlo Polsku.

## Rámec událostí

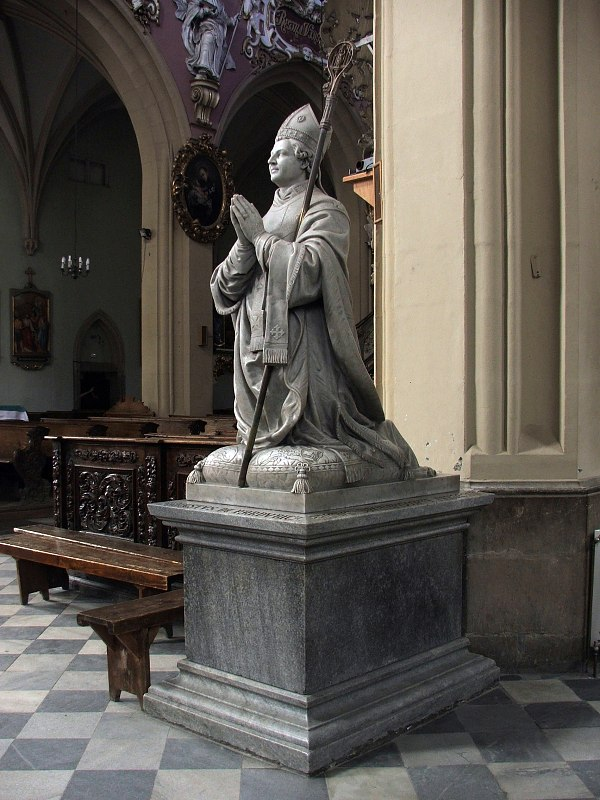
Náhrobek Arnošta z Pardubic v Kladsku

Pravděpodobně nejpozději na počátku 11. století bylo na území dnešního města Kladsko vybudováno českými knížaty v souvislosti s česko-polskými konflikty hradiště. Pod ním či v jeho sousedství vzniklo i tržiště a osada s českým obyvatelstvem. Až do poloviny 13. století bylo Kladsko jen řídce osídleno. Poté až do roku 1742 území Kladska náleželo (nejprve jako kastelánie, poté jako manský kraj a nakonec jako hrabství) k Čechám a tedy i k Zemím Koruny české.
Za vlády českých králů Přemysla Otakara II. a Václava II. proběhla rozsáhlá kolonizace německými kolonisty. V roce 1742 bylo Kladsko od Čech Vratislavským mírem odtrženo a přičleněno spolu s velkou částí Slezska k Prusku. Jako součást Pruska se poté stalo i součástí Německé říše. Jediným pojítkem Kladska s Čechami zůstala církevní správa. Do roku 1972 spadalo Kladsko do Pražské arcidiecéze.

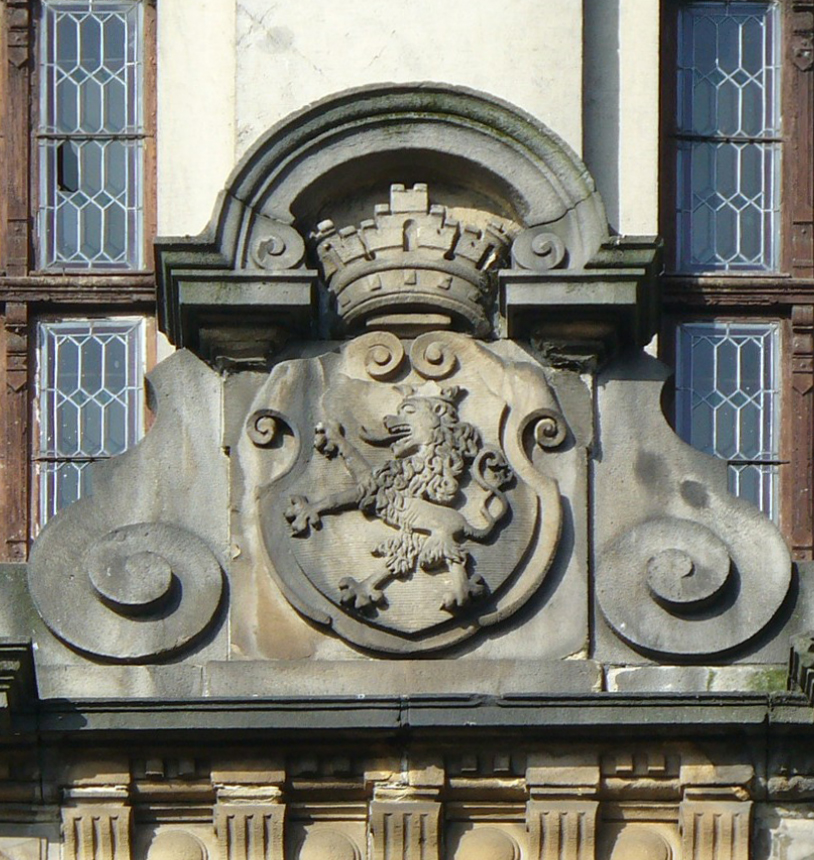
Znak města Kladska na budově kladské radnice, shodný se znakem Čech

V roce 1918 tvořili převážnou většinu obyvatel Kladska Němci. Na území tzv. Českého koutku však stále žila česká menšina. Polská menšina v Kladsku nežila. Po ukončení první světové války začalo nově vzniklé Československo nárokovat připojení Kladska ke svému území. Žádalo alespoň úpravu hranic tak, aby byl k Československu připojen Český koutek s českým obyvatelstvem. Za tuto úpravu hranic bylo Československo dokonce ochotno vzdát se ve prospěch Německa chebského výběžku. Tato československá snaha se setkala s odporem místního německého obyvatelstva a podle závěrů Pařížské mírové konference zůstalo Kladsko součástí Německa. Pro Československo tento výsledek představoval značné zklamání.

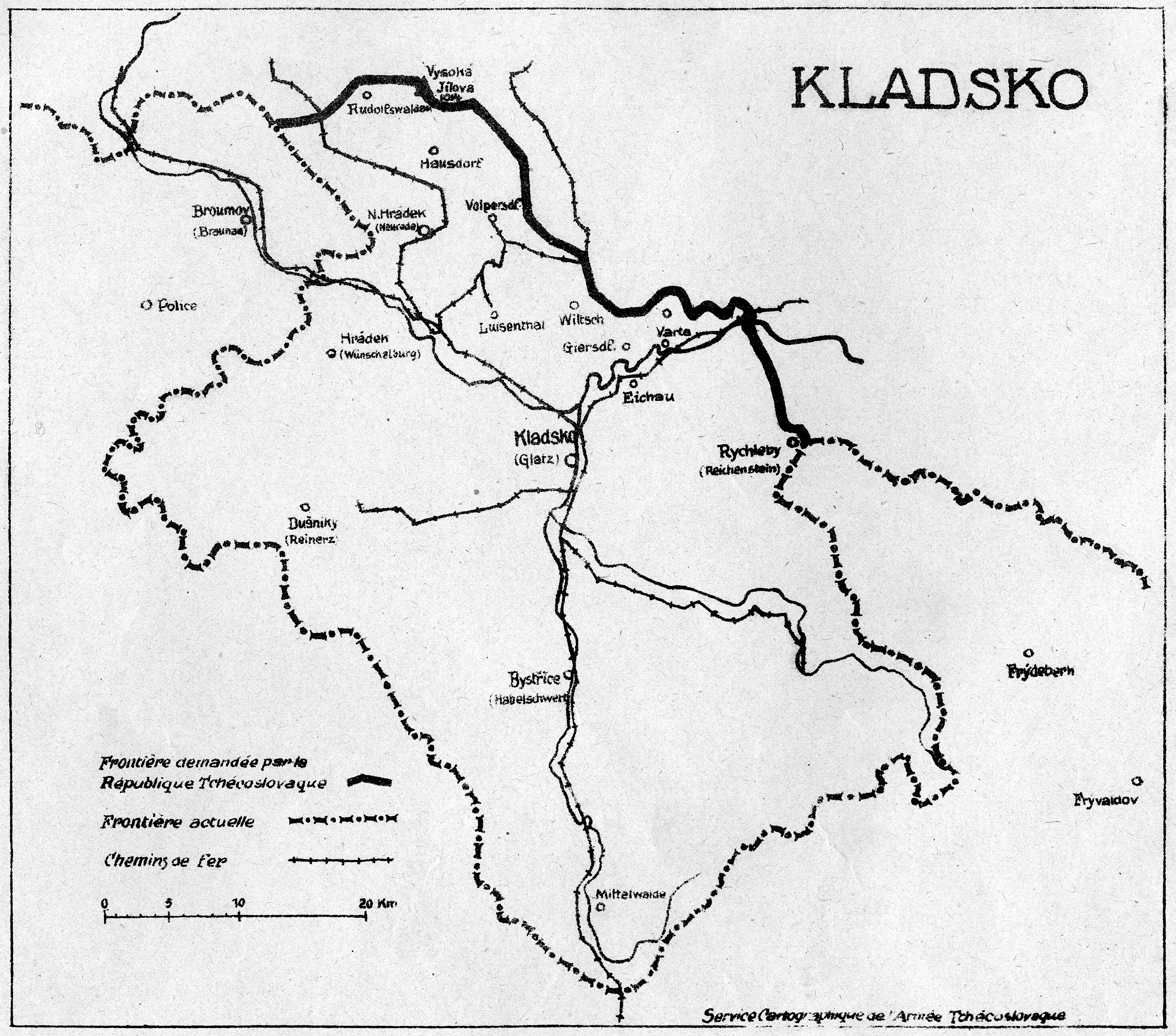
Nejširší varianta čs. územních požadavků v roce 1919
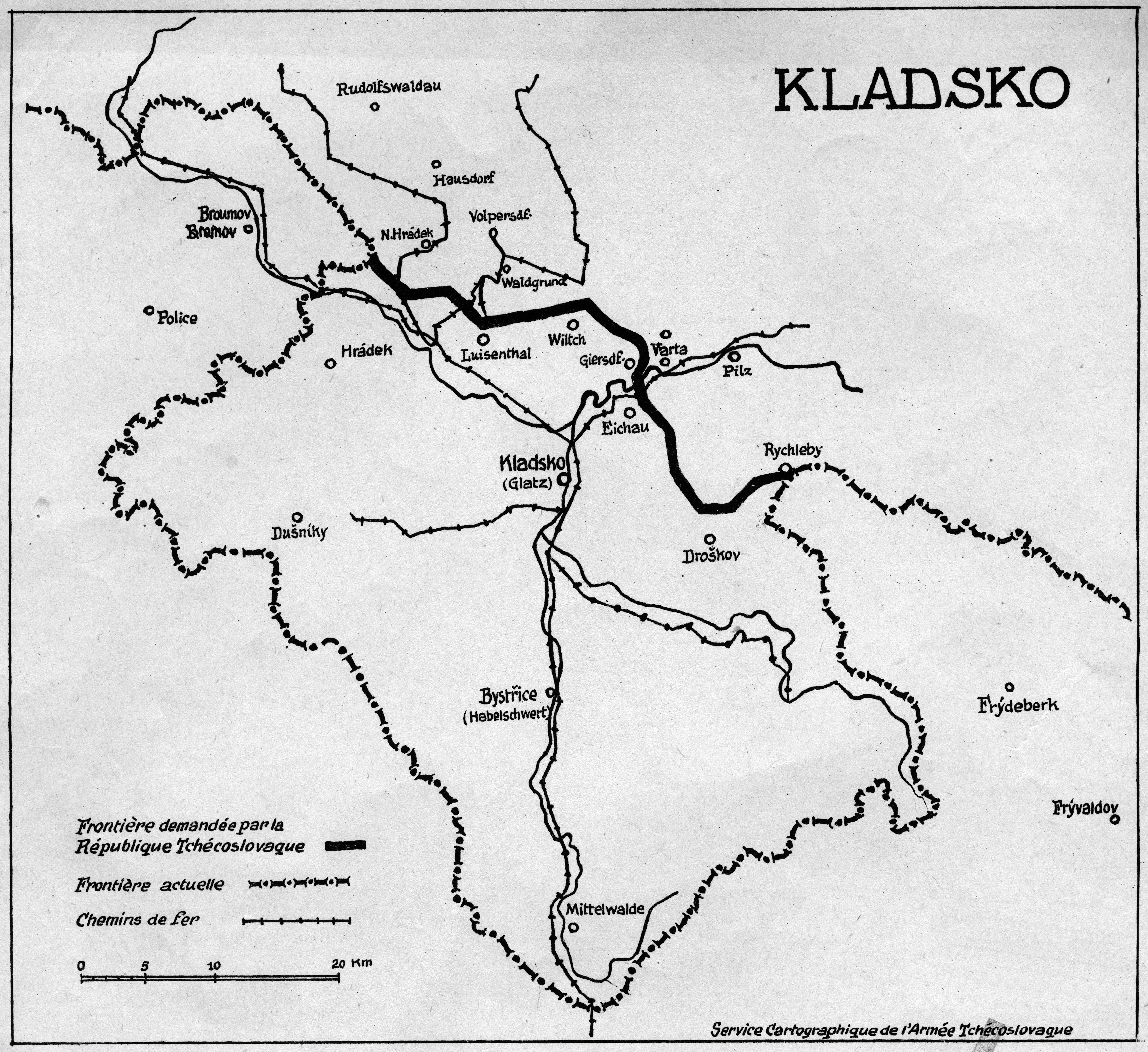
Střední varianta čs. územních požadavků v roce 1919
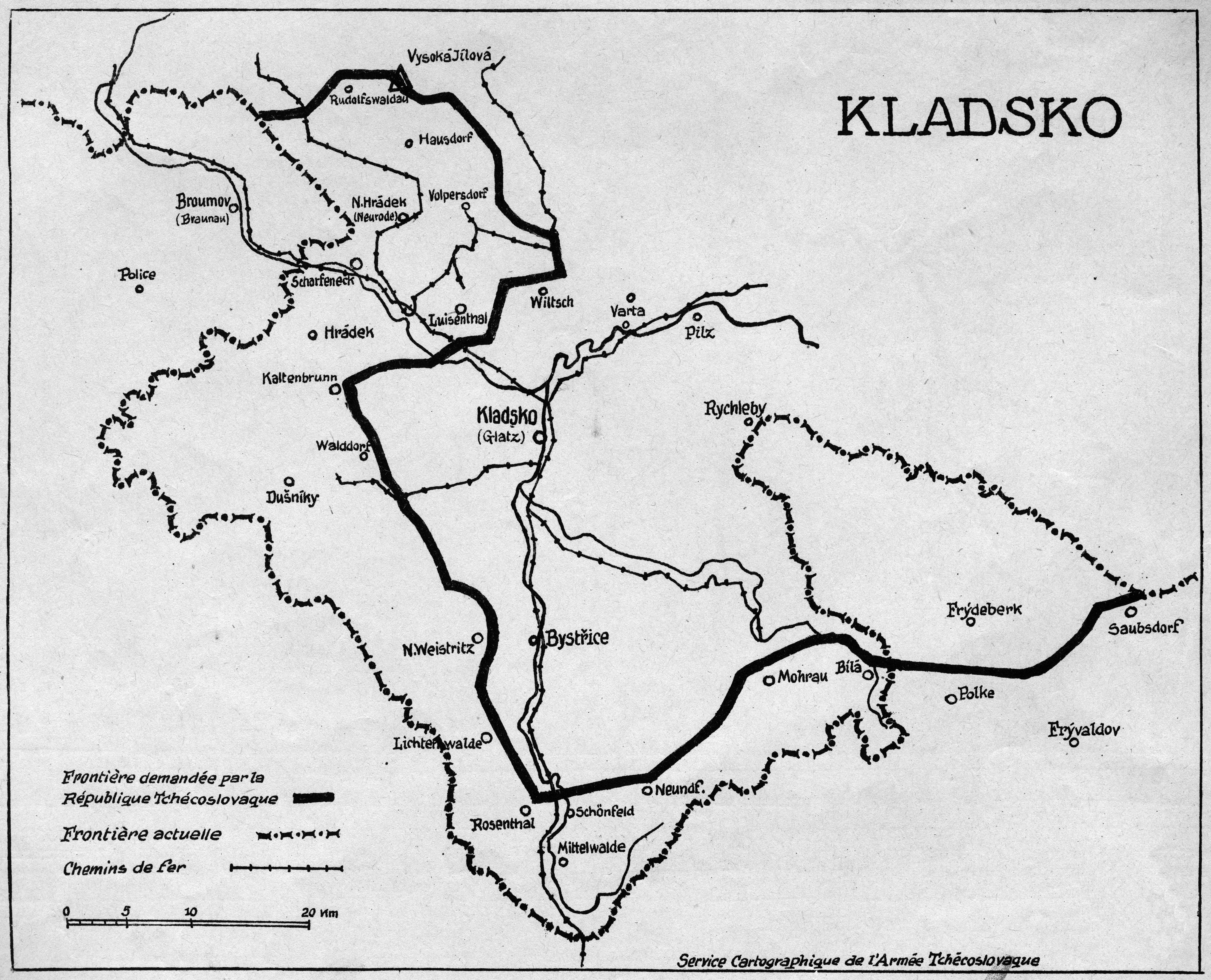
Nejužší varianta čs. územních požadavků v roce 1919, spojená s odstoupením části území Německu

## 1945–1947
Jaltská konference mezi Sovětským svazem, Spojenými státy a Velkou Británií v roce 1945 rozhodla mimo jiné o posunu západních hranic Polska na Odru a Nisu. Polsko tak mělo být odškodněno za ztrátu svých východních území ve prospěch Sovětského svazu. Podle představ západních diplomatů měla být touto Nisou Kladská Nisa, podle představ Sovětského svazu Lužická Nisa. Postupimská konference nakonec schválila jako německo-polskou hranici Lužickou Nisu.
Sovětská Rudá armáda obsadila území Kladska na začátku května 1945 a předala území do správy Polsku. V téže době do Kladska začali přicházet první polští osídlenci, pocházející především z bývalých polských oblastí východně od Curzonovy linie, odstoupených Sovětskému svazu.

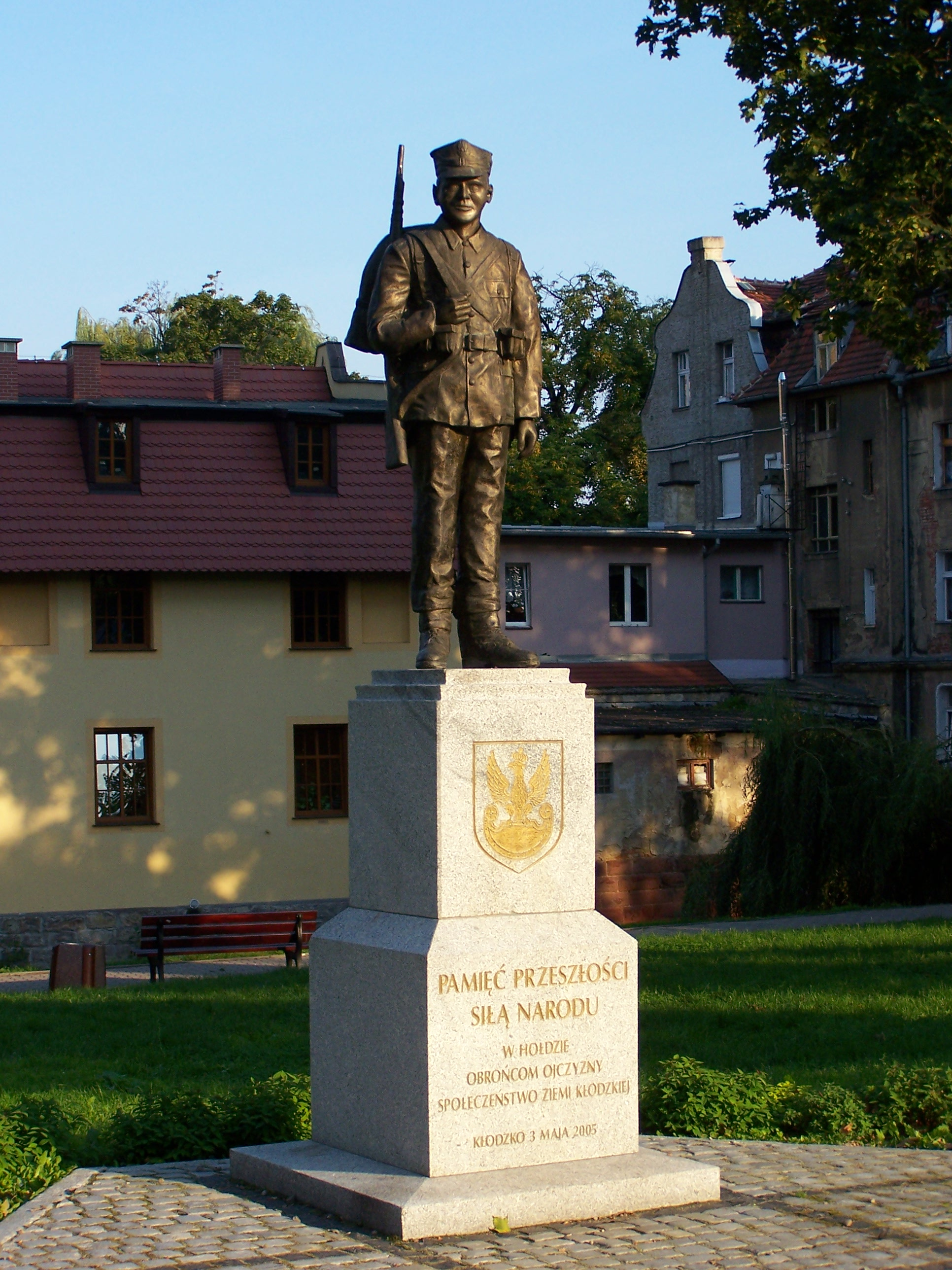
Pomník obráncům Polska v Kladsku

Příchod polské správy do Kladska velmi zkomplikoval postavení tamní české menšiny. Pro polské úřady byli tito Češi příslušníky nacistického Německa a jako takoví měli být z Kladska odsunuti. Týkala se jich stejná politická a hospodářská omezení, jako kladských Němců. Tato skutečnost vyvolávala silné napětí mezi Československem a Polskem. V Náchodě se ustavil Kladský komitét, který zastával zájmy kladských Čechů na československých úřadech. V Praze vznikl Svaz přátel Kladska, který upozorňoval československou veřejnost na osudy a přání obyvatel Kladska a později pečoval o ty, kteří uprchli z Kladska do českého pohraničí.
Mezi Československem a Polskem v té době existovala celá řada pohraničních sporů. Na předválečné československo-polské hranici se obnovil spor o Těšínsko. Na předválečné československo-německé hranici vznikly vedle sporu o Kladsko mezi Československem a Polskem i spory o Hlubčicko a Ratibořsko. O sporná území se rozpoutala mezi Československem a Polskem „tichá válka“, která šla mnohdy za pouhý diplomatický souboj. V květnu 1945 obdržela československá vláda žádost dvanácti kladských obcí s českým obyvatelstvem, aby je obsadila československá armáda. Československo začalo připravovat vojenské obsazení Kladska přes Náchod. Československá armáda obsadila Ratibořsko, k obsazení Kladska nedošlo.
Původní obyvatelstvo (Němci, ale i Češi) bylo postupně odsunuto do Německa (hlavně do Porýní a Dolního Saska). Část Čechů se s pomocí Kladského komitétu dostala do Československa. Národnostní poměry v Kladsku se podstatným způsobem změnily. Polští osídlenci zde již tvořili většinu a jejich příliv stále pokračoval. Polské úřady organizovaly demonstrace tohoto nově příchozího obyvatelstva, které rázně odmítalo československé územní nároky.
V květnu 1946 se u Kunětické hory konala velká demonstrace, na které desetitisíce Čechů požadovali připojení Kladska k Československu. Na manifestaci vystoupili přední českoslovenští politici, včetně předsedy vlády Fierlingera. Ministr průmyslu Laušman zdůraznil, že náš nárok na Kladsko je spravedlivý a nikdy se ho nevzdáme.
Po mnoha bezvýsledných jednáních byla nakonec na zásah Sovětského svazu v roce 1947 podepsána mezi Československem a Polskem smlouva o přátelství a vzájemné pomoci, obsahující klauzuli neměnnosti vzájemných hranic. Podpis této smlouvy zklidnil situaci, i když vzájemné napětí přetrvávalo.

## Ukončení sporu
Československo-polský spor o Kladsko s konečnou platností ukončila Smlouva mezi Československou republikou a Polskou lidovou republikou o konečném vytyčení státních hranic, podepsaná ve Varšavě 13. června 1958. Tato smlouva byla 17. října 1958 ratifikována Národním shromážděním republiky Československé, a to ústavním zákonem č. 62/1958 Sb., o konečném vytyčení státních hranic s Polskou lidovou republikou. Platnosti smlouva nabyla 14. února 1959. Kladsko se s konečnou platností stalo součástí Polska.
Československo-polská hranice v Kladsku se stala oboustranně neprostupnou a zůstala takovou až do počátku 60. let 20. století. Až uzavření dohody o malém pohraničním styku umožnilo od roku 1961 návštěvy českých turistů alespoň do části Kladska.
V roce 1972 došlo k vyčlenění území Kladska z Pražské arcidiecéze do Vratislavské arcidiecéze, čímž došlo k přetržení posledního pouta Kladska s Čechami.